# Магазинович, Мага
Мага Магазинович (серб. Марија Мага Магазиновић, 1882[…], Ужице — 1968[…], Белград) — библиотекарь и журналистка, первая женщина, принесшая в Сербию современный танец и фундаментальную борьбу за гендерное равенство. Она родилась в Ужице в 1882 году. Она была первой женщиной-журналистом в газете «Политика», где писала статьи о ритме и формах физического и духовного воспитания молодёжи, особенно молодых женщин. Она также была первой женщиной, окончившей философский факультет Белградского университета в 1904 году. Сорок лет Мага была профессором философии, немецкого и сербского языка в Первой женской гимназии. Мага Магазинович также была первой женщиной-библиотекарем Национальной библиотеки Сербии и первой женщиной-журналистом по призванию.
Она является одной из главных героинь сборника эссе «Ничейные земли: восемь выдающихся женщин в истории Балкан» британско-косовских писателей Элизабет Гоуинг и Роберта Уилтона.

## Личная жизнь
11 мая 1914 года она вышла замуж за немца Герхарда Гецмана (нем. Gerhard Gezman), от которого у неё родились сын и дочь. Сын умер в 1916 году. Брак был расторгнут в 1923 году.